# 14042 Agafonov
14042 Agafonov eller 1995 UG5 är en asteroid i huvudbältet som upptäcktes den 16 oktober 1995 av den ryska astronomen Timur V. Krjačko vid Engelhardt-observatoriet. Den är uppkallad efter Konstantin Vasil'evich Agafonov.